# Peter Carl Limpricht
Peter Carl Limpricht (1838 – 1912) var dansk generalguvernør i Dansk Vestindien fra 1908 til 1911.
| Efterfulgte: Christian Magdalus Thestrup Cold | Generalguvernør over Dansk Vestindien 1908 – 1911 | Efterfulgtes af: Christian Helweg-Larsen |